# Friederike Mayröcker

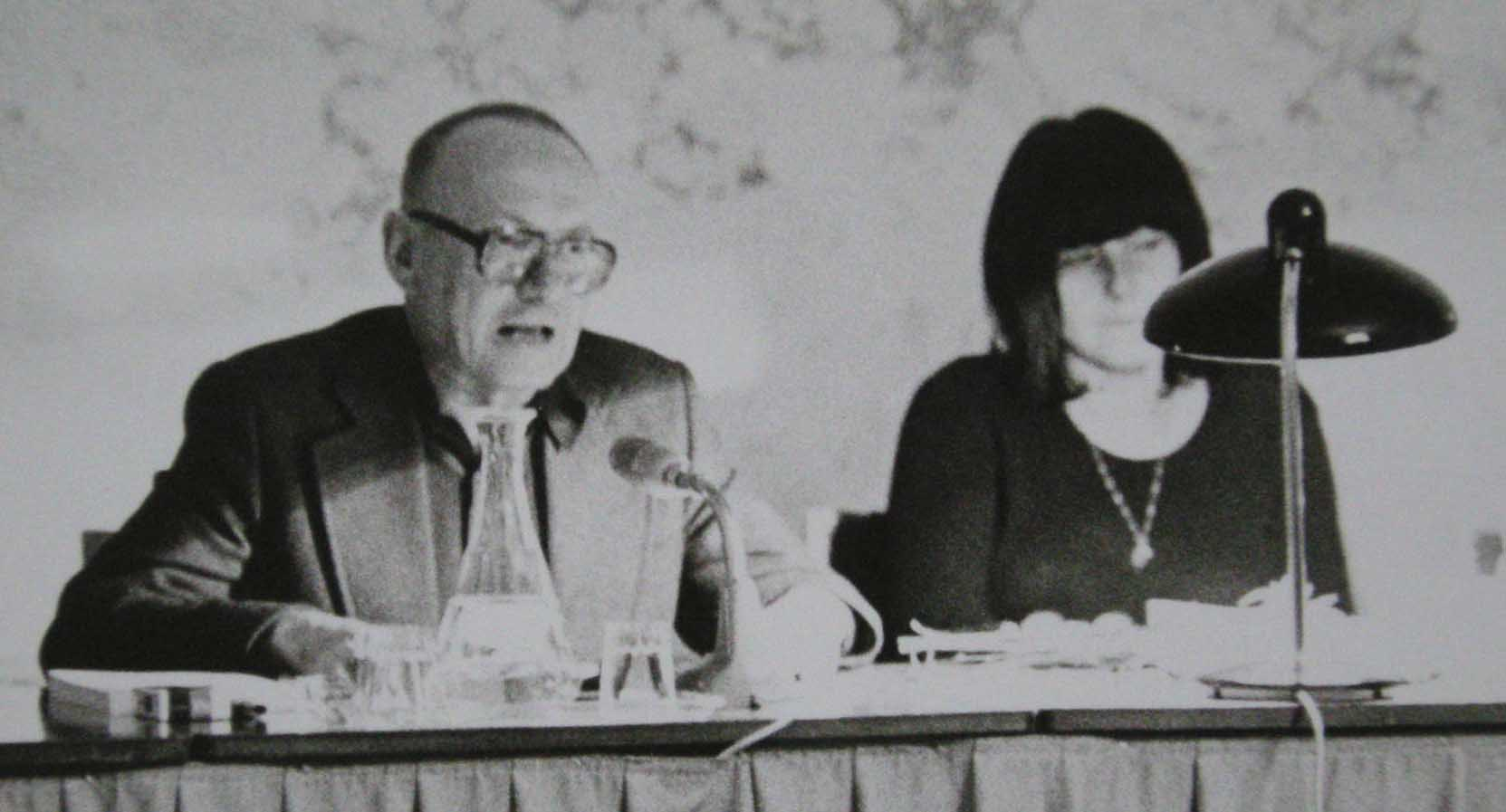
Ernst Jandl y Friederike Mayröcker, en una lectura pública en Viena, 1974

Friederike Mayröcker (Viena, 20 de diciembre de 1924-Viena, 4 de junio de 2021) fue una escritora austriaca de poesía y prosa, obras de radio, libros infantiles y textos dramáticos. Experimentó con el lenguaje y fue considerada una poeta de vanguardia y una de las principales autoras en alemán. Su obra, inspirada en el arte, la música, la literatura y la vida cotidiana, apareció como "formaciones textuales novedosas y también densas, a menudo descritas como 'mágicas'". Según The New York Times , su obra era "formalmente inventiva, gran parte de ella explotaba el potencial imaginativo del lenguaje para capturar las minucias de la vida cotidiana, el mundo natural, el amor y el dolor".

## Biografía
Mayröcker nació en Viena,  hija de un maestro y una modista.  Hasta los 11 años, pasó los veranos regularmente en el pueblo de Deinzendorf. En la Segunda Guerra Mundial, fue reclutada como asistente de la fuerza aérea, trabajando como secretaria. De 1946 a 1969, Mayröcker fue profesora de inglés  en varias escuelas públicas de Viena.
Comenzó a escribir a los quince años de edad. En 1946 publicó sus primeros trabajos en el periódico Plan. Los poemas de Mayröcker fueron publicados unos años más tarde por el reconocido crítico literario Hans Weigel. Finalmente, fue presentada al Wiener Gruppe, un grupo de autores austriacos en su mayoría surrealistas y expresionistas como Ingeborg Bachmann. Su primer libro, una colección de miniaturas en prosa,  Larifari - Ein konfuses Buch ( Hada etérea. Un libro confuso ), apareció en 1956. Siguió siendo el único libro durante diez años, pero luego la colección de poemas Muerte por musas , significó su gran avance y reconocimiento como "una voz lírica líder de su generación". Siguieron muchas más colecciones, publicadas a partir de 1979 por Suhrkamp.
Desde 1946 hasta 1969 Mayröcker trabajó como maestra de inglés en varias escuelas públicas en Viena. En 1969 abandonó su trabajo como maestra y en 1977 se retiró temprano.
Mayröcker es reconocida como una de las poetas austriacas contemporáneas más importantes. También tuvo éxito con obras para la radio. Cuatro de ellas las escribió junto a Ernst Jandl, con quien vivió desde 1954 hasta la muerte de él en 2000.
Mayröcker describe su forma de trabajo de esta manera:

"Vivo en imágenes. Veo todo en imágenes, todo mi pasado, los recuerdos son imágenes. Transformo imágenes en palabras ascendiendo por la imagen. Camino dentro de ella hasta que se transforma en lenguaje."

Mayröcker falleció el 4 de junio de 2021 en Viena, a los 96 años. 

## Obras
- Gesammelte Prosa 1949-2001 (Prosa seleccionada) ed. por Klaus Reichert, 5 volúmenes, Fráncfort del Meno, 2001
- Magische Blätter I-V (Páginas mágicas I-V), Fráncfort del Meno, 2001
- Requiem für Ernst Jandl (Réquiem por Ernst Jandl), Fráncfort del Meno, 2001
- Mein Arbeitstirol - Gedichte 1996-2001 (Mi Tirol trabajador – poemas), Fráncfort del Meno , 2003
- Die kommunizierenden Gefäße (Los vasos comunicantes) Fráncfort del Meno, 2003
- Sinclair Sofokles der Baby-Saurier (Sinclair Sofokles el bebé dinosaurio) con ilustraciones coloreadas de Angelica Kauffmann, St. Pölten, 2004
- Gesammelte Gedichte 1939-2003 (Poemas escogidos) ed. por Marcel Beyer, Fráncfort del Meno, 2005
- Und ich schüttelte einen Liebling (Y me sacudí un favorito), Fráncfort del Meno, 2005

### Obras radiofónicas
- Die Umarmung, nach Picasso (El abrazo, según Picasso)
- Repetitionen, nach Max Ernst (Repeticiones, según Max Ernst)
- Schubertnotizen oder das unbestechliche Muster der Ekstase (Memos de Schubert, o el modelo incorrupto del éxtasis)
- Arie auf tönernen Füßen (Aria sobre los pies de barro)
- Das zu Sehende, das zu Hörende (Ser visto, ser oído) Obtuvo el premio a la obra radiofónica de ORF
- Die Kantate oder, Gottes Augenstern bist Du, (La cantata o, eres las estrellas de los ojos de dios) música por Wolfgang von Schweinitz (2003)

Con Ernst Jandl:
- Der Gigant (En giante)
- Gemeinsame Kindheit (Infancia juntos)
- Five Man Humanity / Fünf Mann Menschen
- Spaltungen (Divisiones)

### Libreto
- Stretta, música de Wolfram Wagner. Estreno mundial en la Sirene Opera, Viena 2004

## Premios
- 1963: Theodor Körner Prize [12] [13]
- 1969: Hörspielpreis der Kriegsblinden for Fünf Mann Menschen (with Ernst Jandl)[13]
- 1975: Austrian Prize for Literature[13]
- 1976: Prize for Literature of Vienna|de|Preis der Stadt Wien für Literatur[13]
- 1977: Georg Trakl Prize for Poetry|de|Georg-Trakl-Preis für Lyrik[13]
- 1981: Anton Wildgans Prize [13]
- 1982: Grand Austrian State Prize for Literature[13]
- 1982: Roswitha Prize [13]
- 1985: Literature Prize of Southwest Radio Baden-Baden[13]
- 1985: Gold Medal of Vienna[13]
- 1987: Austrian Decoration for Science and Art [13]
- 1989: Hans-Erich-Nossack-Preis [13]
- 1993: Friedrich-Hölderlin-Preis of Bad Homburg[12][13]
- 1994: Manuscripts Award[13]
- 1996: Else Lasker-Schüler Poetry Prize[12][13]
- 1996: Grand Literature Prize of the Bavarian Academy of Fine Arts [13]
- 1997: America Award in Literature|America Award [13]
- 1997: Droste-Preis (Meersburg)[13]
- 2000: Christian-Wagner-Preis [13]
- 2001: Karl Sczuka Prize for the radio play The envelope of the birds[13]
- 2001: Georg Büchner Prize [12][13][14]
- 2001: Honorary doctorate, University of Bielefeld [13]
- 2003: Premio Internazionale[13]
- 2004: Honorary Ring of the Vienna[15]
- 2009: Hermann-Lenz-Preis for poem Scardanelli[13][16]
- 2010: Peter-Huchel-Preis for This jacket (namely) the griffin[13]
- 2010: Horst-Bienek-Preis für Lyrik of the Bavarian Academy of Fine Arts [13]
- 2011: Bremen Literature Prize  for ich bin in der Anstalt. Fusznoten zu einem nichtgeschriebenen Werk[13]
- 2016: Österreichischer Buchpreis[13]
- 2017: Günter Eich Prize [7]
- 2017: Hörbuch des Jahres[7]